# Гавриловский (Астраханская область)
Гаври́ловский — посёлок в Икрянинском районе Астраханской области, входит в состав Чулпанского сельсовета.

## Физико-географическая характеристика
Посёлок расположен в южной части Икрянинского района. Расстояние до Астрахани по прямой составляет 61 километров (до центра города), до районного центра села Икряное — 30 километров.
Климат резко континентальный, с жарким и засушливым летом и бесснежной ветреной, иногда с большими холодами, зимой. Согласно классификации климатов Кёппена-Гейгера тип климата — семиаридный (индекс BSk). 
Часовой пояс
Гавриловский, как и вся Астраханская область, находится в часовой зоне МСК+1. Смещение применяемого времени относительно UTC составляет +4:00.

## Население
Около 87% населения составляют этнические русские.